# Deception (US-amerikanische Fernsehserie, 2013)
Deception ist eine US-amerikanische Drama-Fernsehserie mit Meagan Good und Victor Garber in den Hauptrollen, konzipiert von Liz Heldens. Produziert wurde die Serie zwischen 2012 und 2013 von Universal Television in Zusammenarbeit mit BermanBraun für den US-Sender NBC. In der Serie geht es um die Polizistin Joanna Locasto, die den Mord an ihrer reichen Freundin aufklären will. Die Erstausstrahlung in Vereinigten Staaten erfolgte am 7. Januar 2013.

## Handlung
Nach dem Tod von Vivian Bowers glaubt ihre beste Freundin, die Polizistin Joanna Locasto, nicht daran, dass diese an einer Überdosis starb. Sie wird von ihrem ehemaligen Partner Will Moreno, der mittlerweile für das FBI arbeitet, dazu überredet, sich in die Familie der Toten einzuschleusen. Da Joanna einst bei den Bowers aufwuchs, da ihre Mutter eine Hausangestellte war, gelingt ihr dies. Bei ihren Versuchen, den Tod Vivians auf den Grund zu gehen, wird ihr dabei schnell klar, dass es sich bei den Bowers um keine harmonische Familie handelt. Sie erfährt, dass Vivian an AA-Treffen teilnahm. Im weiteren Verlauf ihrer Ermittlungen kommt sie nicht nur ihrem Ex-Freund Julian Bowers wieder näher, sondern sie will auch seiner Cousine Mia helfen, die unter dem schädlichen Gebrauch von Medikamenten leidet, welche sie sich aus dem elterlichen Konzern Lawson Pharmaceuticals besorgt.
Joanna kommt mit der Zeit immer mehr hinter die Geheimnisse von den Bowers. So erfährt sie, dass Vivian und Dwight Haverstock eine Affäre miteinander hatten und Vivan daraufhin schwanger wurde. Wie sich herausstellt, ist Mia die Tochter von Vivian. Robert hat Sophia nur geheiratet, um Vivans Tochter als seine eigene aufziehen zu können. Mia ist auch die einzige, die Dwight Knochenmark spenden konnte. Mia lernt währenddessen Kyle Farrell kennen, der von Dwight erpresst wurde, damit dieser an Mia herankommt. Als Mia ihm sagt, dass sie Dwight Knochenmarkt spendet, sagt Kyle ihr die Wahrheit. Mia macht daraufhin Schluss. Im Staffelfinale erfährt Joanna, dass Vivian von ihrem Vater Robert ermordet wurde.

## Produktion
Ende Februar 2012 bestellte NBC die Pilotfolge zu der Crime-Soap, die von Liz Heldens produziert wird, unter dem Titel Notorious. Am 11. Mai 2012 schickte der Sender die Crime-Soap unter dem Titel Infamous in Serie, die für ihre erste Staffel 13 Episoden erhielt. Im Oktober 2012 wurde die Serie erneut umbenannt, diesmal in Deception.
Am Tag der Serienpremiere wurde die Episodenzahl von 13 Episoden auf elf gekürzt. Im Mai 2013 gab NBC die Einstellung der Serie bekannt.

### Casting
Die erste Hauptrolle ging am 29. Februar 2012 an den aus Eli Stone bekannten Victor Garber, der die Rolle des Robert Lawson, den Patriarchen der Familie, spielt. Mitte März folgten Neil Jackson, Katherine LaNasa und Tate Donovan in weiteren Hauptrollen dem Projekt. Die weibliche Hauptrolle der Joanna Locasto ging Ende März 2012 an Meagan Good. Als letztes wurden Laz Alonso und Ella Rae Peck für die Pilotfolge gecastet.
Nach der Serienbestellung musste Neil Jackson die Serie verlassen, dessen Rolle ging Ende Juli 2012 an Wes Brown. Außerdem erhielt Marin Hinkle eine weitere Hauptrolle in der Serie.

## Besetzung

### Hauptrolle
| Rollenname      | Schauspieler/in  | Hauptrolle | Synchronsprecher/in |
| --------------- | ---------------- | ---------- | ------------------- |
| Joanna Locasto  | Meagan Good      | 1–11       |                     |
| Robert Bowers   | Victor Garber    | 1–11       |                     |
| Sophia Bowers   | Katherine LaNasa | 1–11       |                     |
| Edward Bowers   | Tate Donovan     | 1–11       |                     |
| Mia Bowers      | Ella Rae Peck    | 1–11       |                     |
| Will Moreno     | Laz Alonso       | 1–11       |                     |
| Julian Bowers   | Wes Brown        | 1–11       |                     |
| Samantha Bowers | Marin Hinkle     | 1–11       |                     |

### Nebenrolle
| Rollenname        | Schauspieler/in     | Hauptrolle | Synchronsprecher/in |
| ----------------- | ------------------- | ---------- | ------------------- |
| Vivian Bowers     | Bree Williamson     | 1–11       |                     |
| Beverly Padget    | S. Epatha Merkerson | 1–11       |                     |
| Tom Vanderfield   | Geoffrey Cantor     | 2–11       |                     |
| Donald Cheng      | Ken Leung           | 2–11       |                     |
| Kyle Farrell      | David A. Gregory    | 3–11       |                     |
| Dwight Haverstock | John Larroquette    | 4–11       |                     |

## Produktion und Ausstrahlung
Vereinigte Staaten
Die Ausstrahlung der ersten Staffel begann am 7. Januar 2013 auf NBC. Das erste Staffelfinale, was auch das Serienfinale darstellt, wurde am 18. März 2013 gezeigt.
Deutschland
In Deutschland ist bisher noch keine Ausstrahlung geplant.

## Episodenliste
| Nr. | Deutscher Titel | Originaltitel                    | Erstausstrahlung USA | Deutschsprachige Erstausstrahlung (D) | Regie            | Drehbuch                   | Zuschauer (USA) |
| --- | --------------- | -------------------------------- | -------------------- | ------------------------------------- | ---------------- | -------------------------- | --------------- |
| 1   | —               | Pilot                            | 7. Jan. 2013         | —                                     | Peter Horton     | Liz Heldens                | 5,66 Mio.       |
| 2   | —               | Nothing's Free, Little Girl      | 14. Jan. 2013        | —                                     | Jonas Pate       | Liz Heldens                | 4,14 Mio.       |
| 3   | —               | A Drop of Blood and a Microscope | 21. Jan. 2013        | —                                     | Jonas Pate       | Peter Elkoff               | 3,61 Mio.       |
| 4   | —               | One, Two,Three…One, Two, Three   | 28. Jan. 2013        | —                                     | Dan Lerner       | Alexandra Cunningham       | 3,73 Mio.       |
| 5   | —               | Why Wait                         | 4. Feb. 2013         | —                                     | Andrew Bernstein | Jordan Hawley              | 3,08 Mio.       |
| 6   | —               | Don't Be A Dummy                 | 11. Feb. 2013        | —                                     | Michael Schultz  | Kath Lingenfelter          | 3,23 Mio.       |
| 7   | —               | Tell Me                          | 18. Feb. 2013        | —                                     | Tate Donovan     | Brent Fletcher             | 3,13 Mio.       |
| 8   | —               | Stay With Me                     | 25. Feb. 2013        | —                                     | Jonas Pate       | Monica Macer               | 3,28 Mio.       |
| 9   | —               | Welcome to Your Death            | 4. März 2013         | —                                     | Jonas Pate       | Jessica Goldberg           | 3,35 Mio.       |
| 10  | —               | You're The Bad Guy               | 11. März 2013        | —                                     | Gloria Muzio     | Kevin J. Hynes             | 3,28 Mio.       |
| 11  | —               | I’ll Start With The Hillbilly    | 18. März 2013        | —                                     | Jonas Pate       | Liz Heldens & Peter Elkoff | 3,41 Mio.       |

## Rezeption
„…wenn die übrigen Charaktere nicht bald einen Entwicklungssprung absolvieren und die Handlung nach der Einführung der Figuren nicht subtiler wird, werden auch die interessanten Einblicke in die turbulente Vergangenheit aus dem Format nicht mehr machen als eine durchschnittliche Soap.“